# Betty Thomas
Betty Thomas Nienhauser (Saint Louis, Missouri, 27 de julho de 1948) é uma cineasta estadunidense.

## Filmografia
- A Incrível Família Brady (The Brady Bunch Movie) (1995)
- O Rei da Rádio (Private Parts) (1997)
- Dr. Dolittle (Doctor Dolittle) (1998)
- 28 Dias (28 Days) (2000)
- O Espião Sou Eu (I Spy) (2002)
- Todas Contra John (John Tucker Must Die) (2006)
- Alvin e Os Esquilos 2 (Alvin and the Chipmunks 2) (2009)